# جام حذفی فوتبال اسلوونی
 جام حذفی فوتبال اسلوونی  (به اسلونیایی: Pokal Nogometne zveze Slovenije) مسابقاتی است که به صورت حذفی در کشور اسلوونی از سال ۱۹۹۱ تاکنون برگزار می‌شود. این جام از ۲۸ تیم که از سراسر کشور اسلوونی در آن شرکت می‌کنند برگزار می‌شود.
باشگاه فوتبال ماریبور با 6 قهرمانی پرافتخارترین تیم این سری مسابقات به حساب می‌آید.